# Salvatore Cicu
Salvatore Cicu (ur. 3 września 1957 w Palermo) – włoski polityk i prawnik, długoletni deputowany, podsekretarz stanu, poseł do Parlamentu Europejskiego VIII kadencji.

## Życiorys
Ukończył liceum klasyczne w Villacidro, następnie studia prawnicze, po czym rozpoczął praktykę zawodową w Cagliari. Dołączył do partii Forza Italia, przekształconej następnie w Lud Wolności. W 1994 został wybrany do Izby Deputowanych, w niższej izbie włoskiego parlamentu zasiadał do 2014 w okresie XII, XIII, XIX, XV, XVI i XVII kadencji.
W rządach Silvia Berlusconiego pełnił funkcję podsekretarza stanu w ministerstwie skarbu (1994–1995) oraz podsekretarza stanu w ministerstwie obrony (2001–2006).
W 2013 zaangażował się w działalność reaktywowanej partii Forza Italia. W 2014 z ramienia FI został wybrany na eurodeputowanego.